# The Agatha Christie Hour
The Agatha Christie Hour is een tien episodes tellende Britse politieserie, opgenomen in 1982. De serie is gebaseerd op korte verhalen van Agatha Christie over uiteenlopende thema's. Zij spelen zich af in de jaren twintig en dertig van de 20e eeuw met veel oog voor de omgeving en het detail. 
Bekende Engelse acteurs speelden een rol in de serie.

## Afleveringen
- The Case of the Middle-Aged Wife
- In a Glass Darkly
- The Girl in the Train
- The Fourth Man
- The Case Of The Discontented Soldier
- Magnolia Blossom
- The Mystery of the Blue Jar
- The Red Signal
- Jane in Search of a Job
- The Manhood Of Edward Robinson